# 追悼サイト
追悼サイト（ついとうサイト）は、亡くなった人を追悼するウェブ上の空間である。追悼サイトには、故人の名前と敬意の言葉を表すホームページとともに、弔辞、人生史、遺影写真などが掲載されており、ユーザーが自分の言葉や写真を追加できるソーシャルメディアプラットフォームの一部である場合もある。

## 欧米での歴史
1990年代、故人に訃報を伝える「お悔み欄、死亡広告」などを、インターネットサイトで掲示するものからスタートした。当初は有名人や社葬などの際に、故人を偲ぶことを目的とした。新聞や葬儀場などが、死亡記事をウェブサイトで投稿し始め、オンライン墓地は、最初のものが1995年にWorld Wide Cemetery（cemetery.org）として立ち上げられた。
1997年には、ソーシャルワーク学の教授であるCarla Sofkaが、論文で 「Social support "Internetworks," caskets for sale, and more: Thanatology and the information superhighway」を発表し、この新しい形式の故人への追悼方法の増加を認めた。後にネット上での追悼は、広範囲にわたる悲嘆を引き起こしたイベントへの集団的な追悼碑的な対応が可能になった。
2000年代には、ソーシャルメディアと簡素化されたWebサイト作成ソフトウェアにより、一般人への使用が急速に増加した。 そして、最近では、オンラインメモリアル（online memorial) として、各故人ごとにウェブサイトを立ち上げた形式が増えている。これらのオンラインメモリアル運営機関は、オンラインの記念碑に悔みを家族や友人などからオンランで伝える双方向「参加型」で使えるメッセージ・写真掲載機能などが充実している。
2011年には、スティーブ・ジョブズが逝去した後、アップル社は彼の生涯と業績を称えるための追悼サイトを設立しました。このサイトは、彼の革新的な精神とアップルにおける彼の貢献に敬意を表し、世界中のファンや同僚からのメッセージを集めて公開しました。訪問者は彼への感謝や思い出の言葉を書き込むことができるようしました。
2022年には、英国王室ウェブサイトで、故・エリザベス女王の追悼サイトを作成し、オンライン芳名帳記入で追悼メッセージを投稿できるようにした。

## 日本国内の状況
2020年頃から、国内の有名人などが死去した際に（プロ野球：野村克也監督、俳優・タレント：三浦春馬、料理家の高木ゑみなど）、故人の功績を称え、写真・ビデオ・メッセージを紹介した追悼サイトが見られるようになった。

## 特長
追悼サイトは、インターネットにアクセスできれば、遠くからでも、昼夜を問わず、弔辞メッセージ送付や思い出写真投稿などで故人の追悼に参加できる。一部の社会学者の見解では、そのような悲しみの公開は死別後の心の回復に重要だと主張する。 遺族は葬儀などのイベントが終了した後でも、故人への想いをつなぐための通信手段を提供する。無料もしくは安価なオンライン形式のため、遺族、親戚、友人は、追悼サイトの内容を通し故人について広範なお悔みや想いを、メッセージ・写真・ビデオなどのコンテンツとして永続的に共有する。

## 活用
生前作成したソーシャルメディアページは、追悼サイトに移行されることがある。 たとえばFacebookは、亡くなったユーザーのプロフィールを追悼情報に活用するプロセスを提供する。その結果、故人のメモリアルプロファイルを表示したり、検索で見つけたりできる。　これらは後に、故人への悲しみを弔辞や写真の形で提供した会葬者と共に、共同メモリアルを構築することになる。　遺族にとって、終活時からの故人と共有した良い思い出や写真は、大切な人を無くした悲観的な気持ちに対して治療的であると考えることができる。　追悼サイトの普及にともないネット霊園を作成し、災害・事故・疫病などで多くの方が亡くなる場合に頻繁に活用される。